# Filmografia de Mel Gibson

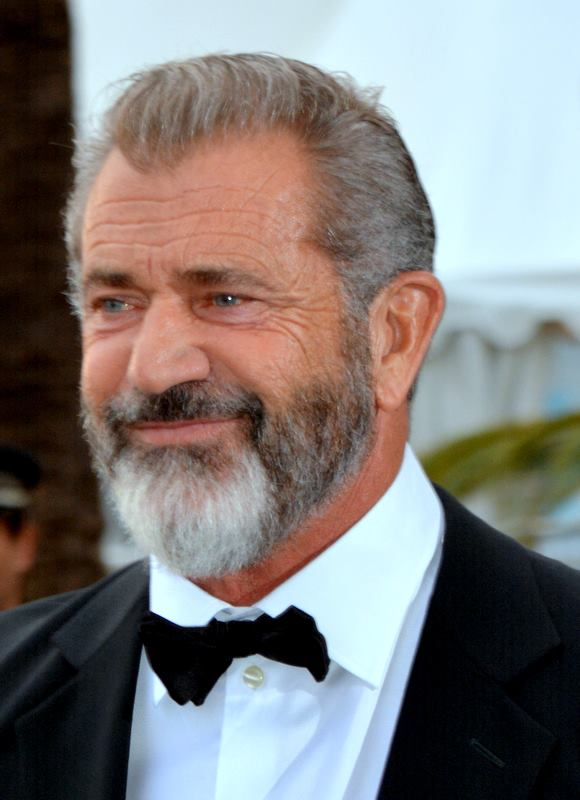
Mel Gibson durante o Festival de Cannes, em 2016.

Mel Gibson é um ator, diretor e produtor americano, que estreou como ator no seriado australiano de televisão The Sullivans (1976–1983). Enquanto estudante no Instituto Nacional de Arte Dramática, em Sydney, ele recebeu um papel não creditado em I Never Promised You a Rose Garden e, posteriormente, apareceu como ator principal no drama de orçamento econômico Summer City (ambos em 1977). Gibson ganhou destaque durante o movimento de cinema australiano New Wave no início dos anos 80, tendo aparecido em seu papel inovador no filme de ação de George Miller, Mad Max (1979), retratando o herói de mesmo nome. Ele reprisou o papel em suas sequências, Mad Max 2 (1981) e Mad Max - Além da Cúpula do Trovão (1985). Ele apareceu no drama de guerra de Peter Weir, Gallipoli (1981), e no drama romântico The Year of Living Dangerously (1982). Cinco anos depois, ele interpretou Martin Riggs na comédia policial Lethal Weapon, juntamente com Danny Glover — papel que mais tarde reprisou em suas sequências Lethal Weapon 2 (1989), Lethal Weapon 3 (1992) e Lethal Weapon 4 (1998).
Gibson estrelou em Hamlet, de Franco Zeffirelli, em 1990, como o personagem homônimo da tragédia shakespeariana de mesmo nome. Foi o primeiro filme produzido pela Icon Productions, uma empresa de produção que ele co-fundou com Bruce Davey. A estréia na direção de Gibson foi em The Man Without a Face (1993), uma adaptação do romance de Isabelle Holland com o mesmo nome. Dois anos depois, dirigiu e produziu Braveheart, um drama épico histórico no qual também retratou Sir William Wallace, um cavaleiro escocês do século XIII. O filme lhe rendeu um Globo de Ouro e o Oscar de Melhor Diretor, e ganhou um Oscar de Melhor Filme. Gibson estrelou Ransom (1996), Payback (1999), What Women Want e The Patriot (ambos em 2000) e We Were Soldiers (2002).
Gibson co-escreveu, dirigiu e produziu The Passion of the Christ em 2004, um drama épico bíblico que narra a Paixão de Jesus. Em seu lançamento, o filme recebeu críticas mistas e notoriedade por sua violência gráfica e supostas nuances antissemitas dos críticos. Ele arrecadou US$ 370,3 milhões nos Estados Unidos e US$ 611,4 milhões em todo o mundo, tornando-se o filme de maior bilheteria de Gibson até hoje. Dois anos depois, ele co-escreveu, dirigiu e produziu Apocalypto, uma aventura épica ambientada na América Central que descreve os últimos dias da civilização maia antes da chegada dos espanhóis no século XVI. Gibson, em seguida, teve um hiato de dez anos na direção, durante o qual ele conseguiu papéis em Edge of Darkness (2010), Machete Kills (2013), The Expendables 3 (2014) e Blood Father (2016). Ele dirigiu Hacksaw Ridge em 2016, um drama biográfico de guerra focado no veterano americano da Segunda Guerra Mundial Desmond Doss, o primeiro objetor de consciência a receber a Medalha de Honra.

## Filmografia

### Cinema
| Ano  | Filme                              | Crédito | Crédito | Crédito  | Crédito    | Crédito                   | Notas         |
| Ano  | Filme                              | Ator    | Diretor | Produtor | Roteirista | Papel                     | Notas         |
| ---- | ---------------------------------- | ------- | ------- | -------- | ---------- | ------------------------- | ------------- |
| 1977 | I Never Promised You a Rose Garden | Sim     |         |          |            | Jogador de Baseball       | Não-creditado |
| 1977 | Summer City                        | Sim     |         |          |            | Scallop                   |               |
| 1979 | Mad Max                            | Sim     |         |          |            | Max Rockatansky           |               |
| 1979 | Tim                                | Sim     |         |          |            | Tim                       |               |
| 1980 | The Chain Reaction                 | Sim     |         |          |            | Mecânico                  | Não-creditado |
| 1981 | Gallipoli                          | Sim     |         |          |            | Frank Dunne               |               |
| 1981 | Mad Max 2                          | Sim     |         |          |            | Max Rockatansky           |               |
| 1982 | The Year of Living Dangerously     | Sim     |         |          |            | Guy Hamilton              |               |
| 1982 | Attack Force Z                     | Sim     |         |          |            | Capitão P.G. Kelly        |               |
| 1984 | The Bounty                         | Sim     |         |          |            | Fletcher Christian        |               |
| 1984 | The River                          | Sim     |         |          |            | Tom Garvey                |               |
| 1984 | Mrs. Soffel                        | Sim     |         |          |            | Ed Biddle                 |               |
| 1985 | Mad Max - Além da Cúpula do Trovão | Sim     |         |          |            | Max Rockatansky           |               |
| 1987 | Lethal Weapon                      | Sim     |         |          |            | Sargento Martin Riggs     |               |
| 1988 | Tequila Sunrise                    | Sim     |         |          |            | Dale McKussic             |               |
| 1989 | Lethal Weapon 2                    | Sim     |         |          |            | Sargento Martin Riggs     |               |
| 1990 | Bird on a Wire                     | Sim     |         |          |            | Rick Jarmin               |               |
| 1990 | Air America                        | Sim     |         |          |            | Gene Ryack                |               |
| 1990 | Hamlet                             | Sim     |         |          |            | Hamlet                    |               |
| 1992 | Forever Young                      | Sim     |         |          |            | Capitão Daniel McCormick  |               |
| 1992 | Lethal Weapon 3                    | Sim     |         |          |            | Martin Riggs              |               |
| 1993 | The Man Without a Face             | Sim     | Sim     |          |            | Justin McLeod             |               |
| 1994 | Maverick                           | Sim     |         |          |            | Bret Maverick             |               |
| 1995 | Braveheart                         | Sim     | Sim     | Sim      |            | William Wallace           |               |
| 1995 | Casper                             | Sim     |         |          |            | Ele mesmo                 |               |
| 1995 | Pocahontas                         | Sim     |         |          |            | John Smith                | Voz           |
| 1996 | Ransom                             | Sim     |         |          |            | Tom Mullen                |               |
| 1997 | Fathers' Day                       | Sim     |         |          |            | Scott                     |               |
| 1997 | Conspiracy Theory                  | Sim     |         |          |            | Jerry Fletcher            |               |
| 1997 | FairyTale: A True Story            | Sim     |         |          |            | Pai de Frances            |               |
| 1998 | Lethal Weapon 4                    | Sim     |         |          |            | Martin Riggs              |               |
| 1999 | Payback                            | Sim     |         |          |            | Porter                    |               |
| 2000 | Chicken Run                        | Sim     |         |          |            | Rocky Rhodes              | Voz           |
| 2000 | The Patriot                        | Sim     |         |          |            | Ben Martin                |               |
| 2000 | What Women Want                    | Sim     |         |          |            | Nick Marshall             |               |
| 2000 | The Million Dollar Hotel           | Sim     |         |          |            | Detetive Jack Skinner     |               |
| 2002 | We Were Soldiers                   | Sim     |         |          |            | Tenente-coronel Hal Moore |               |
| 2002 | Signs                              | Sim     |         |          |            | Reverendo Graham Hess     |               |
| 2003 | The Singing Detective              | Sim     |         | Sim      |            | Dr. Gibbon                |               |
| 2004 | The Passion of the Christ          |         | Sim     | Sim      | Sim        | —                         |               |
| 2004 | Paparazzi                          | Sim     |         | Sim      |            | Paciente                  | Não-creditado |
| 2005 | Leonard Cohen: I'm Your Man        |         |         | Sim      |            | —                         | Documentário  |
| 2006 | Apocalypto                         |         | Sim     | Sim      | Sim        | —                         |               |
| 2010 | Edge of Darkness                   | Sim     |         |          |            | Tom Craven                |               |
| 2011 | The Beaver                         | Sim     |         |          |            | Walter Black              |               |
| 2012 | Get the Gringo                     | Sim     |         | Sim      | Sim        | Motorista "Gringo"        |               |
| 2013 | Machete Kills                      | Sim     |         |          |            | Luther Voz                |               |
| 2014 | The Expendables 3                  | Sim     |         |          |            | Conrad Stonebanks         |               |
| 2014 | Stonehearst Asylum                 |         |         | Sim      |            | —                         |               |
| 2016 | Blood Father                       | Sim     |         |          |            | John Link                 |               |
| 2016 | Hacksaw Ridge                      |         | Sim     |          |            | —                         |               |
| 2017 | Daddy's Home 2                     | Sim     |         |          |            | Kurt Mayron               |               |
| 2018 | Dragged Across Concrete            | Sim     |         |          |            | Brett Ridgeman            |               |
| 2019 | The Professor and the Madman       | Sim     |         | Sim      |            | James Murray              |               |

### Televisão
| Ano       | Série                                        | Crédito | Crédito | Crédito  | Crédito            | Notas                                                         |
| Ano       | Série                                        | Ator    | Diretor | Produtor | Papel              | Notas                                                         |
| --------- | -------------------------------------------- | ------- | ------- | -------- | ------------------ | ------------------------------------------------------------- |
| 1976–1983 | The Sullivans                                | Sim     |         |          | Ray Henderson      |                                                               |
| 1977–1984 | Cop Shop                                     | Sim     |         |          | —                  |                                                               |
| 1979      | The Hero                                     | Sim     |         |          | —                  |                                                               |
| 1981      | Punishment                                   | Sim     |         |          | Rick Munro         | Episódio piloto                                               |
| 1989      | Saturday Night Live                          | Sim     |         |          | —                  | Episódio: "Mel Gibson / Living Colour"                        |
| 1995      | World of Discovery                           | Sim     |         |          | Narrador           | Episódio: "Interior da Austrália: a fronteira que desaparece" |
| 1999      | The Simpsons                                 | Sim     |         |          | Ele mesmo (voz)    | Episódio: "Além da Mancada do Trovão"                         |
| 2000      | The Three Stooges                            |         |         | Sim      | —                  |                                                               |
| 2001      | Invincible                                   |         |         | Sim      | —                  |                                                               |
| 2003      | Family Curse                                 |         |         | Sim      | —                  |                                                               |
| 2004–2005 | Complete Savages                             | Sim     | Sim     | Sim      | Policial Steve Cox | 3 episódios                                                   |
| 2004–2005 | Clubhouse                                    |         |         | Sim      | —                  |                                                               |
| 2008      | Carrier                                      |         |         | Sim      | —                  |                                                               |
| 2023      | The Continental: From the World of John Wick | Sim     |         |          | Cormac             |                                                               |